# António Moreira Antunes
António Moreira Antunes (Vila Franca de Xira, 12 de abril de 1953), simplesmente conhecido como António, é um caricaturista político português. Segundo as palavras de Marcelo Rebelo de Sousa, é o "melhor caricaturista político da ainda jovem Democracia portuguesa".
Colabora ou colaborou com os seguintes jornais ou revistas: Diário de Notícias, A Capital, A Vida Mundial, O Jornal e Expresso, onde em 1993, publicou o seu mais famoso e contestado cartoon: o Preservativo Papal, em que o papa João Paulo II é representado com um preservativo no nariz.

## Carreira

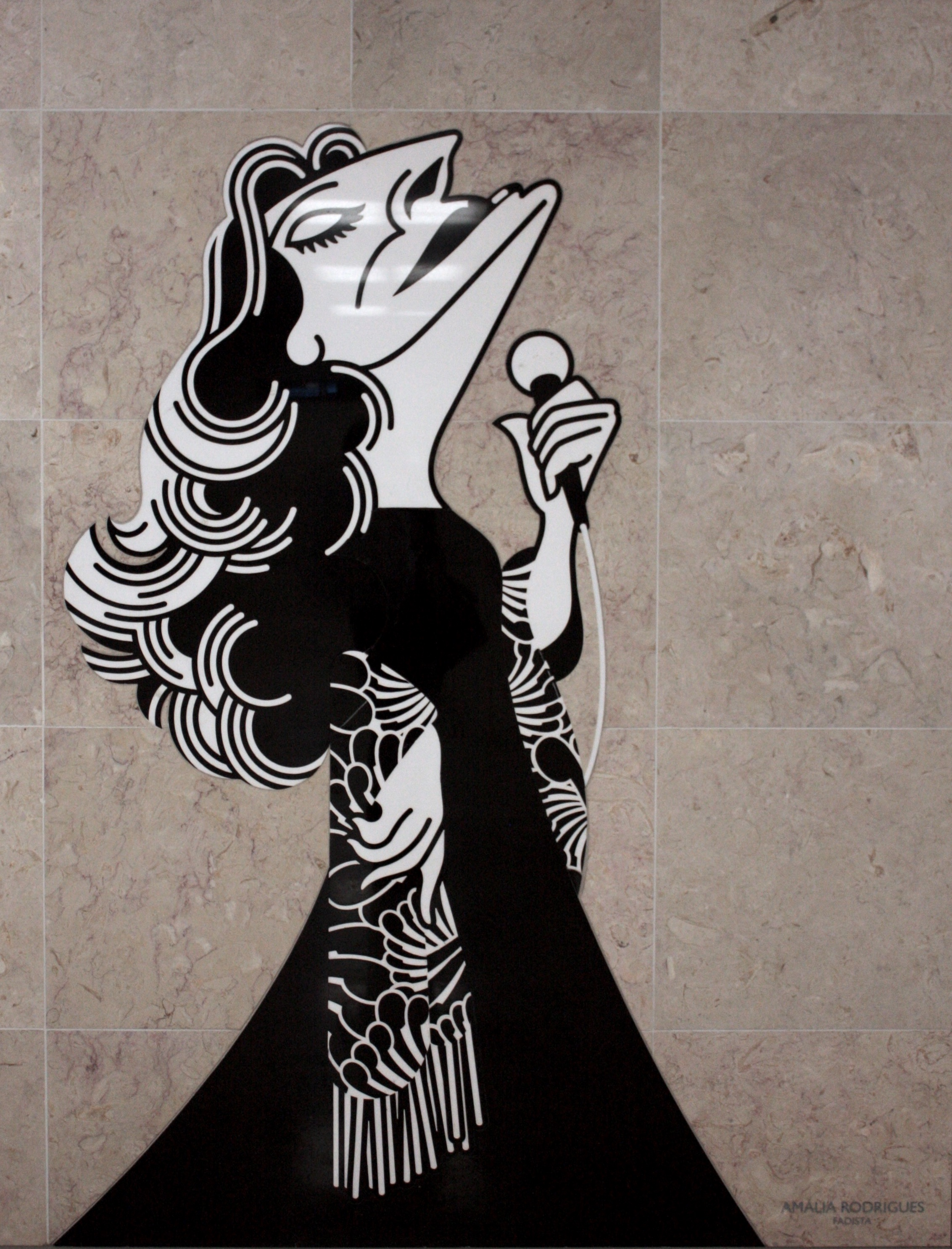
Amália Rodrigues - Estação Aeroporto (Metropolitano de Lisboa).

No dia em que deflagra o golpe das Caldas, António inicia a sua carreira de cartoonista no vespertino «República», na edição de 16 de março de 1974, onde faz um desenho simbólico que viria a ser uma alegoria premonitória da revolução que rapidamente se aproximava. António começa nos jornais «por brincadeira», sem grandes perspetivas de carreira numa atividade que até então se encontrava adormecida pelo Estado Novo.
Em dezembro de 1974, António transfere-se para o Expresso, depois da passagem pelo Diário de Notícias, A Capital, A Vida Mundial e O Jornal. É na edição do Expresso de 4 de novembro de 1975 que nasce uma espécie de banda desenhada intitulada Kafarnaum que iria acender a polémica durante 100 semanas, trabalhos que iriam ser mais tarde reunidos naquele que viria a ser o seu primeiro livro.
Em 1983 publica um novo álbum Suspensórios. Neste mesmo ano o cartoonista português arrecada um dos muitos prémios que iriam marcar a sua vida: o Grande Prémio no XX Salão Internacional de Cartoon em Montreal com um pastiche da invasão israelita do Líbano.
Os trabalhos de António passam a ser divulgados pela agência internacional Cartoonists & Writers Syndicate no seu catálogo «Views of the World» que recolhe trabalhos de 48 desenhadores, incluindo Juan Balleste, Máximo e Gallego & Rey (Espanha), Tim (França), Kal (Grã-Bretanha), Martyn Turner (Irlanda), Ewk (Suécia), Pancho (Venezuela), Ziraldo (Brasil) e Roy Peterson (Canadá).
Nos anos 80 o cartoonista faz uma edição limitada de peças de cerâmica antropomórfica com figuras como o presidente Eanes em forma de cadeira e o primeiro-ministro Soares em forma de diabo, Buda e mealheiro. Em 1985 António edita umas cartas de jogar políticas cujos naipes correspondem aos grandes partidos, a nobreza às figuras mais gradas e o Joker a António Ramalho Eanes. Neste mesmo ano é editado o seu primeiro Álbum de Caras. Dois anos mais tarde surge o Álbum de Caras II.
Em 1993, António vê-se envolvido naquela que seria a maior polémica da sua carreira: o Preservativo Papal. Ainda neste ano o Expresso assinala os seus 20 anos com a edição dos 20 melhores trabalhos de António numa antologia com tiragem limitada a 500 exemplares numerados e assinados pelo artista.
A 9 de março de 2005, foi agraciado com o grau de Grande-Oficial da Ordem do Infante D. Henrique.
Em 2012 foi convidado a desenhar vários cartoons de personalidades portuguesas, para a Estação Aeroporto do Metropolitano de Lisboa. Ao todo são 53 figuras — Fernando Pessoa, Amália Rodrigues, Eusébio, Carlos Lopes, Amadeo de Souza-Cardoso, Sá Carneiro, Paula Rego, Mário Cesariny, Duarte Pacheco, Carlos Paredes, Raul Solnado, David Mourão-Ferreira, Sophia de Mello Breyner, Maria João Pires e Vergílio Ferreira são alguns dos exemplos.
A 11 de abril de 2023, foi agraciado com o grau de Comendador da Ordem da Liberdade.